# Harry Bild
Harry Bild (* 18. Dezember 1936 in Växjö; † 16. Januar 2025 ebenda) war ein schwedischer Fußballspieler.

## Werdegang
Bild begann seine Laufbahn bei IFK Norrköping. 1957 wurde er Torschützenkönig der Allsvenskan. Auch in den folgenden Jahren konnte er sich mehrmals in die vorderen Ränge der Torschützenliste schießen. 1964 wechselte er in die Schweiz zum FC Zürich. Nach nur einer Spielzeit zog er weiter zu Feyenoord Rotterdam, wo er in 52 Spielen 39 Tore erzielte und zweimal Vizemeister wurde. 1968 kehrte er nach Schweden zurück und spielte noch bis 1973 für Östers Växjö. Mit dem Klub wurde er 1968 schwedischer Meister.
Bild spielte zudem 28-mal für die schwedische Nationalmannschaft.
Bild wurde 1963 mit dem Guldbollen als Schwedens Fußballer des Jahres ausgezeichnet. Zudem erhielt er die Stora Grabbars Märke.